# Yang Jiang
Yang Jiang (chiń. upr. 杨绛; chiń. trad. 楊絳; pinyin Yáng Jiàng), właśc. Yang Jikang (chiń. upr. 杨季康; chiń. trad. 楊季康; pinyin Yáng Jìkāng; ur. 17 lipca 1911 w Pekinie, zm. 25 maja 2016 tamże) – chińska pisarka i tłumaczka.
Po ukończeniu studiów na uniwersytecie Dongwu w Suzhou, rozpoczęła naukę na Uniwersytecie Tsinghua i uzyskała tam magisterium z literatury i języków obcych. Poznała tam swojego przyszłego męża, również pisarza – Qian Zhongshu, z którym miała córkę. Wkrótce po ślubie małżonkowie wyjechali do Wielkiej Brytanii i Francji na dalsze studia. Po powrocie wykładała literaturę na Uniwersytecie Tsinghua. Po 1949 rozpoczęła pracę w Chińskiej Akademii Nauk Społecznych, gdzie była zatrudniona do emerytury w 1989 roku. W latach 1969–1972 zesłana na wieś razem z mężem, w celu reedukacji przez pracę.
Przed 1949 rokiem napisała kilka komedii, m.in. Chenxin yuyi (Do sytości) i Nong jia cheng zhen (Udane stało się prawdziwe), a także szereg opowiadań. Sławę zyskała w latach 80. XX wieku gdy opublikowała pamiętniki z pobytu na wsi w czasie rewolucji kulturalnej, zatytułowane Gànxiào liù jì (干校六记, Sześć rozdziałów z życia na zesłaniu) i powieść Xǐzǎo (洗澡, Prysznic), o losie intelektualistów, którzy powrócili w latach 50. XX wieku do Chin i spotkali się z prześladowaniami podczas kampanii politycznych tego okresu. W 2003 wydała kolejne pamiętniki, pod tytułem Wǒmen sā (我们仨, Nas troje).
Była uznaną tłumaczką dzieł literatury angielskiej, francuskiej i hiszpańskiej. Jako pierwsza przetłumaczyła Don Kichota Cervantesa na język chiński, korzystając bezpośrednio z oryginału zamiast dostępnych wersji angielskiej i francuskiej. Zlecenie na to tłumaczenie było powodem, dla którego podjęła się nauki języka hiszpańskiego. Nauka i praca nad przekładem trwały w sumie 11 lat (ukończyła go w 1977 roku), przerwane jedynie wydarzeniami rewolucji kulturalnej w Chinach w latach 1966–1976. W 1982 roku odwiedziła Hiszpanię, a w 1986 została tam udekorowana Orderem Alfonsa X Mądrego.